# QHD
qHD是一种螢幕解析度的规格，解析度为960 × 540，宽高比为16:9。
分辨率为Full HD（1920 × 1080）的四分之一。
该分辨率多用于智能手机上，例如Motorola Droid RAZR、HTC One S、Kodak SP4、Samsung Galaxy A3等机型都使用qHD分辨率的螢幕。
至於 QHD（Quad HD）則是指 2560x1440（即四倍於 HD 1280x720） 的解像度。
它常被用于高階電腦螢幕上，未來將逐渐被UHD取代。